# Stargate Worlds
Stargate Worlds es un nuevo juego de rol multijugador, que está siendo desarrollado por la recién creada empresa Cheyenne Mountain Entertainment (CME), en asociación con la Metro Goldwyn Mayer. Este juego permitirá que miles de jugadores de todo el mundo puedan interactuar en un universo virtual en línea basado en Stargate SG-1 y Stargate Atlantis.
Se sabe muy poco del juego, apenas los rasgos generales y el estilo gráfico que tendrá. Sin embargo, recientemente se ha filtrado una importante característica, y es que será completamente canónico, contribuyendo a la trama de Stargate SG-1. CME ha publicado en su sitio web que esperan publicar el juego a finales de 2008, aunque se ha retrasado hasta 2009. El 4 de enero de 2008 se emitió por televisión el primer anuncio comercial de Stargate Worlds. Ese mismo día, se anunció un sorteo cuyo ganador tendrá un personaje inspirado en él dentro del juego. Actualmente este juego se encuentra cancelado oficialmente tras el cierre de la compañía. Existe un proyecto de fanes los cuales intentan terminar el juego a partir de la beta que ya había sido mostrada al público.

## Entorno
Stargate Worlds estará basada en la popular serie de ciencia ficción Stargate SG-1. La idea original era poder jugar mientras estuviera la serie en antena, pero principios de 2007 fue cancelada, y como continuación se empezó el rodaje de dos películas (directas a DVD) basadas en la serie que continuarán las historias.
Al publicarse, el juego tratará acerca de sucesos en la Vía Láctea, como el conflicto entre los Tau'ri y los Goa'uld. Algunas de las razas con las que se podrá jugar son: humanos, Goa'uld, Jaffa, y Asgard.
Se espera que el juego tenga lugar en la época de las primeras temporadas, antes de la expedición a Atlantis y de la trama Ori.
«Desde que te conectes, sentirás como si vivieses en el mismo mundo que la serie de televisión». - Chris Klug, Director Creativo de Cheyenne Mountain Entertainment.

## Arquetipos
Los arquetipos son algo diferentes a los típicos de los MMORPGs. Están diseñados para adaptarse al moderno y variado sistema de combate del juego. No habrá una clase específica de sanador y todos tendrán la habilidad de ser médico, aunque algunos arquetipos serán mejores que otros a la hora de curar y resucitar. La oportunidad de especialización en los arquetipos y el hecho de que más de un arquetipo tenga la habilidad para realizar las mismas funciones en un grupo dará a los jugadores más flexibilidad a la hora de hacer los grupos. Un sólido árbol tecnológico hará que cada arquetipo sea mucho más personalizable y rejugable.
Los arquetipos de Stargate Worlds tienen unas habilidades y un modo de uso muy flexibles. Los jugadores prueban muchas habilidades cuando empiezan con su personaje. Cada arquetipo tendrá tres árboles de especialización que, con el tiempo, definirán un estilo de juego particular, aunque se podrán mezclar habilidades de los tres. Ninguna de las misiones finales requerirá pertenecer a una clase concreta, aunque los desarrolladores están trabajando en que sea necesario un estilo de juego concreto para ciertas misiones.
Actualmente, los arquetipos son: Arqueólogo, Asgard, Goa'uld, Jaffa, Científico, Soldado y Comando. Aunque, con el juego aún en desarrollo, están sujetos a cambios. El Científico y el Arqueólogo destacarán en las habilidades no combativas, tendrán varios tipos de puzles para resolver y ganarán acceso a nuevos avances. Además, es muy probable que haya misiones específicas para estos y otros arquetipos.
Cada arquetipo tendrá una zona de inicio propia. En ella, además de aprender a usar el arquetipo, se pondrá al jugador en antecedentes, con información sacada de las 10 temporadas de Stargate SG1.

### Arqueólogo
El Arqueólogo se especializará en culturas antiguas y en idiomas. Es el arquetipo "Daniel Jackson". Tendrán la habilidad de "mezclarse con la gente" para reunir información o emboscar al enemigo. Es posible que también tenga la habilidad de establecer relaciones diplomáticas, algo que los desarrolladores ya habían comentado anteriormente. También puede que sean bastante hábiles para salir de líos, probablemente siendo excelentes negociadores o siendo hábiles para esconderse, lo que los convierte en buenos personajes únicos, añadiendo a esto su habilidad para resolver puzles, que actualmente están previstos en la forma de minijuegos. Además de usar sus habiliddes diplomáticas en situaciones PvE (Player versus Environment(Jugador contra el entorno)), es posible que también las puedan usar en beneficio propio en interacciones PvP (Player versus Player (Jugador contra Jugador)), aunque aún no se sabe cómo funcionará este sistema.

### Asgard
El Asgard será una raza jugable, con sólo una clase. Ellos serán una toma de todos los oficios y utilizaran aviones teledirigidos, tal como se describe en la sección de arquetipos. Esta raza jugable no lleva ropa en la serie y el equipo de diseño tomó la decisión de que esto se refleje en el juego. En lugar de utilizar la ropa, los Asgard utilizarán robots. Son esencialmente la mascota de clase.

### Goa'uld
El Goa'uld no será más poderoso que los otros jugadores en el juego. Los Goa'uld ganarán mucho de su poder de sus agentes. La serie de televisión ha mostrado cómo Goa'ulds como Hathor y Seth puede seducir fácilmente nuevos servidores con poderosos productos químicos. Con la capacidad de mando varios tipos diferentes de los siervos, los Goa'ulds pueden ser casi tan versátiles como los Asgards. Estos siervos incluirían Jaffas y posiblemente humanos públicos. Además de sus siervos, los Goa'uld también tienen acceso a venenos que pueden utilizarse para paralizar enemigos. También pueden especializarse en Ashrak tecnologías, como habilidades de encubrimiento, convirtiéndose en amos de los ataques furtivo. Serán los homólogos malignos de los Asgard, los Goa'uld pueden llamar a su Ha'tak naves nodriza para bombardear al enemigo como un ataque especial. El carácter Goa'uld será el symbiote y los jugadores podrán entrar en un nuevo huésped pagando un precio, sin embargo un Goa'uld jugador no será capaz de hacerse cargo de otros jugadores anfitriones.
CME ha declarado que el Goa'uld será una facción específica de la clase. La Tok'ra en esta etapa no será una raza jugable.

### Jaffa
El Jaffa en el juego será muy parecido al Jaffa de la serie. Además de sus devastadores ataques a distancia, el personaje Jaffa también pueden ser utilizado en combatir cuerpo a cuerpo. Viendo la solidaridad y el trabajo en equipo, los Jaffa pueden utilizar sus juramentos para fortalecer sus aliados, especialmente otros Jaffa. Con su fuerza física, los Jaffa son altamente resistentes a los ataques especiales y puede seguir luchando aun cuando están gravemente heridos, el desarrollo de la larva de goa'uld les conferirán propiedades adicionales.

### Científico
Será una combinación de puro ingeniero y científico, esta es el arquetipo de Samantha Carter. Los científicos pueden especializarse en el análisis, reparación, y el uso de tecnologías. También pueden utilizar las nuevas tecnologías a las embarcaciones personal actualizaciones. Su campo de batalla de utilidad proviene de la capacidad de construir dispositivos tales como torretas de armas, escudos, y los inhibidores. También pueden especializarse en la curación y la recuperación de tecnología alienígena. Al igual que el arqueólogo, el científico también puede resolver los puzles, pero de una naturaleza tecnológica. Estos rompecabezas estará en la forma de minijuegos.

### Soldado
Es el arquetipo de Jack O'Neill, el soldado es valioso para reforzar la protección del grupo cuando a se atraviesa el Stargate. Con la posibilidad de especializarse en una variedad de armas, incluidas granadas, armas automáticas, ametralladoras, morteros y lanzacohetes, su trabajo consiste en liberar de fuego sobre los enemigos. Con capacitación adicional, también pueden aprender curación básica, cómo utilizar las armas exóticas, y conducir equipos. [7] El Soldado será capaz de especializarse en el mando, armas automáticas y armas pesadas. Comando habilidades permitirá que el jugador limitado uso de las tecnologías de la curación y las habilidades para aumentar el desempeño del equipo. Pesada y armas automáticas habilidades aumentará un jugador con el rendimiento de cada una de estas clases de armas [24].

### Commando
Al dar el acceso a la variedad de armas utiliza un soldado, un Comando obtiene acceso a sigilo, demoliciones, y el rifle francotirador. El Comando puede perturbar, confundir y neutralizar a los enemigos. Además de ser capaz de sigilo, Comandos también tienen la tecnología para detectar sigilo enemigos. El Comando será al menos uno de los arquetipos en condiciones de desplegar y detectar las trampas [25].

## Curiosidades
En la película Juegos de guerra 2 los protagonistas aparecen jugando a Stargate Worlds, que en la época de estreno de la película no estaba terminado.